# Bernard Barmasai
Bernard Barmasai (ur. 6 maja 1974 w Keiyo w prowincji Wielkiego Rowu) – kenijski lekkoatleta specjalizujący się w biegach długodystansowych, uczestnik letnich igrzysk olimpijskich w Sydney (2000).

## Sukcesy sportowe
- trzykrotny mistrz Kenii w biegu na 3000 metrów z przeszkodami – 1998, 1999, 2001[1]

| Rok  | Miasto       | Zawody                                    | Konkurencja                   | Wynik         |
| ---- | ------------ | ----------------------------------------- | ----------------------------- | ------------- |
| 1995 | Harare       | Igrzyska afrykańskie                      | bieg na 3000 m z przeszkodami | złoty medal   |
| 1997 | Ateny        | Mistrzostwa świata                        | bieg na 3000 m z przeszkodami | brązowy medal |
| 1997 | Fukuoka      | Finał Grand Prix IAAF                     | bieg na 3000 m z przeszkodami | 3. miejsce    |
| 1997 | Turyn        | Mistrzostwa świata w biegach przełajowych | indywidualnie                 | 6. miejsce    |
| 1998 | Dakar        | Mistrzostwa Afryki                        | bieg na 3000 m z przeszkodami | złoty medal   |
| 1998 | Nowy Jork    | Igrzyska Dobrej Woli                      | bieg na 3000 m z przeszkodami | złoty medal   |
| 1998 | Kuala Lumpur | Igrzyska Wspólnoty Narodów                | bieg na 3000 m z przeszkodami | srebrny medal |
| 1999 | Sewilla      | Mistrzostwa świata                        | bieg na 3000 m z przeszkodami | 5. miejsce    |
| 1999 | Monachium    | Finał Grand Prix IAAF                     | bieg na 3000 m z przeszkodami | 1. miejsce    |
| 2000 | Sydney       | Igrzyska olimpijskie                      | bieg na 3000 m z przeszkodami | 4. miejsce    |
| 2001 | Edmonton     | Mistrzostwa świata                        | bieg na 3000 m z przeszkodami | brązowy medal |

## Rekordy życiowe
- bieg na 3000 metrów – 7:36,40 – Bruksela 22/08/1997
- bieg na 5000 metrów – 13:23,23 – Naimette-Xhovémont 02/09/2003
- bieg na 10 kilometrów – 28:07 – Bolzano 31/12/1997
- półmaraton – 1:02:05 – Paryż 07/03/2004
- bieg maratoński – 2:08:52 – Paryż 09/04/2006
- bieg na 3000 metrów z przeszkodami – 7:55,72 – Kolonia 24/08/1997 (rekord świata do 24/08/2001), 6. wynik w historii światowej lekkoatletyki